# Tsaravary
Tsaravary est une commune rurale malgache située dans la région de Vatovavy.